# چهارگاه (آلبوم)
چهارگاه نام یک آلبوم موسیقی با بداهه‌نوازی تار محمدرضا لطفی و تنبک هومان پورمهدی می‌باشد. این آلبوم حاصل اجرای سال ۱۳۶۸ در واشینگتن است.

## فهرست آهنگ‌ها
دو تراک (در دستگاه چهارگاه)